# Zodia Cancerului sau vremea Ducăi-Vodă
Zodia Cancerului sau vremea Ducăi-Vodă este un roman istoric scris de Mihail Sadoveanu și publicat pentru prima oară în volum în anul 1929 de către Editura „Naționala” S. Ciornei din București.
Acțiunea romanului se petrece în Principatul Moldovei în anii 1679–1680, în timpul celei de-a treia domnii a lui Gheorghe Duca. Romanul prezintă o călătorie prin țară a abatelui francez Paul de Marenne, sol tainic al regelui Ludovic al XIV-lea al Franței către sultanul Imperiului Otoman, înfățișând „Moldova prăbușită din vechea ei mărire, sleită de biruri, de războaie și de prădăciuni”.:p. 225
Sursa principală de inspirație a romancierului a fost Letopisețul Țării Moldovei de la Dabija-Vodă până la a doua domnie a lui Constantin Mavrocordat (1662–1743) al cronicarului Ion Neculce (1672–c.1745) în care sunt relatate principalele evenimente istorice petrecute în timpul domniei lui Gheorghe Duca. Potrivit criticului Alexandru Piru, romancierul preia din cronică amănunte pline de culoare, creând „o realitate proprie care se impune cu aceeași putere, făcând concurență naturii și istoriei ca orice operă de geniu”. În ceea ce privește stilul lingvistic, același critic constată că în timp ce cronicarul se exprimă în graiul popular moldovenesc al epocii sale, Sadoveanu folosește „o limbă supusă canoanelor gramaticale și estetice de un caracter fictiv, dar într-atât de verosimil, încât chiar omul de știință cunoscător al limbii secolului respectiv rămâne copleșit de impresia de autenticitate”.
Zodia Cancerului sau vremea Ducăi-Vodă a fost primit cu elogii de critica literară a vremii, fiindu-i lăudat caracterul obiectiv. El a fost considerat cel mai bun roman istoric românesc, precum și o capodoperă literară plină de savoare.

## Rezumat
În toamna anului 1679, aflat în drum spre Istanbul pentru a transmite un mesaj tainic sultanului din partea regelui Ludovic al XIV-lea al Franței, abatele francez Paul de Marenne tranzitează Principatul Moldovei, călăuzit de la Liov de căpitanul mercenar Ilie Turculeț. În ținutul Romanului, ei se întâlnesc cu beizade Alecu Ruset, fiu de domnitor, căruia i se încredințase protejarea înaltului oaspete, iar suita mărită se îndreaptă către Iași pentru ca abatele să fie prezentat domnului Gheorghe Duca. Pe parcursul călătoriei, oaspetele francez are prilejul să se familiarizeze cu diferite locuri și obiceiuri din Țara Moldovei. Alecu Ruset îi mărturisește abatelui dragostea sa pentru domnița Catrina, fiica voievodului tiran; aceasta fusese logodită din copilărie cu beizade Ștefan, un fiu urât și slut al fostului domnitor Radu Leon.
Ajuns la Iași, abatele este primit la curtea lui Duca-Vodă, cunoscându-i cu acest prilej pe logofătul Miron Costin și pe mitropolitul Dosoftei, importanți cărturari ai Moldovei. Chemat la Curtea Domnească, Alecu Ruset îl amenință pe Duca-Vodă că, în cazul în care va păți ceva rău, prietenii săi din Polonia vor trimite la Stambul scrisorile prin care domnitorul făgăduia credință polonezilor după cea de-a doua mazilire, punându-se astfel la adăpost de mânia lui Vodă. Cu ajutorul dădacei Măgdălina, fiul fostului domnitor se întâlnește cu domnița Catrina și-și declară dragostea pentru ea.
În aceeași perioadă, hatmanul Sandu Buhuș descoperă un complot prin care boierii Vasilie Gheuca și Georgie Bogdan încearcă să provoace o răzmeriță a răzeșilor orheieni și lăpușneni (care se mai răsculaseră în 1671 sub conducerea lui Mihalcea Hâncu), trimițându-le o scrisoare măsluită de spătarul Ion Milescu pentru a părea că ar fi fost scrisă de Dumitrașcu Cantacuzino, fost domn al Moldovei (1673–1674, 1674–1675 și 1684–1685). Conspiratorii sunt prinși, iar sulgerul Lupul (curierul scrisorii) divulgă sub tortură numele boierilor trădători. La sfatul logofătului Miron Costin, Vodă îi cruță viața spătarului Milescu, al cărui talent plastografic ar putea să-i fie de folos. Ceilalți complotiști sunt decapitați de gâdele Buga Sârbul în fața porții domnești.
Abatele de Marenne pornește spre Stambul, însoțit o parte din drum de Alecu Ruset, care-l salvează pe solul francez de o încercare de jaf pusă la cale de doi frați lioveni tocmiți de domnie. Beizadeaua se întoarce la Iași unde se întâlnește în taină de mai multe ori cu domnița Catrina. În acest timp, răscoala orheienilor este înăbușită de serdarul Constantin Cantemir, iar viața celor prinși este salvată în urma rugăminții fostului căpitan de oști Tudor Șoimaru. Bătrânul oștean orb moare pe lespezile bisericii Mănăstirii Golia, blestemându-l pe Duca-Vodă, iar clopotul cel mare din turn începe să bată singur. În primăvara anului 1680, cu ajutorul lui Ion Milescu, domnitorul plăsmuiește niște scrisori mincinoase prin care Alecu Ruset recunoaște că el ar fi scris acele scrisori compromițătoare aflate în mâinile polonezilor. Sfătuit de domnița Catrina, tânărul fiu de domn pleacă la Stambul pentru a cere protecția abatelui de Marenne. Gheorghe Duca merge și el acolo, împreună cu domnița Catrina, pentru a cere hătmănia Ucrainei turcești.
Salvat prin intervenția diplomatică a abatelui la sultanul Mehmed al IV-lea, în urma unui joc de șah pierdut intenționat, Alecu Ruset încearcă fără succes să o răpească pe domnița Catrina de la o mănăstire de maici din Fanar unde fusese închisă pentru că refuzase să se căsătorească cu beizade Ștefan. Într-un final, înțelegând că refuzul ei ar pune în primejdie domnia și chiar viața tatălui său, domnița Catrina acceptă nunta, iar alaiul domnesc se îndreaptă spre Moldova. Alecu Ruset se îndreaptă și el înspre Iași, ocolind pe la Belgrad, prin Transilvania și prin Polonia, unde plătește un grup de briganzi polonezi și pe căpitanul Ilie Turculeț pentru a-l răpi pe beizade Ștefan înainte de nunta domnească. Mirele este răpit, dar oștenii conduși de serdarul Constantin Cantemir îi ajung din urmă pe răpitori și-l capturează pe Alecu Ruset. Adus legat la Iași, tânărul fiu de domn este ucis de Gheorghe Duca cu o lovitură de buzdugan, iar nunta domnească își urmează cursul.

## Titlul romanului
Titlul romanului are o semnificație dublă. O primă semnificație provine din faptul că Zodia Cancerului este denumirea populară a Zodiei Racului (latinescul „cancer” însemnând „rac” în limba română); mersul înapoi al racului poate fi o aluzie la regresul țării în timpul domniei lui Duca-Vodă. O a doua semnificație se referă la cancer, o boală ce macină organismul dinspre interior înspre exterior, aceasta fiind o aluzie la slăbirea internă a Principatului Moldovei de către același Duca-Vodă care a făcut ca statul să devină vulnerabil pe plan extern.

## Structură
Romanul este împărțit în 33 de capitole numerotate cu cifre romane, fiecare având un titlu lung (precum în cronicile moldovenești) care învăluie trecutul într-o aură de legendă populară.:p. 240
- I – În care se vede cum intră în Moldova un călător dintr-o țară depărtată și cum Ilie Turculeț nu-i numai căpitan de steag, ci și cititor de stele
- II – Apare beizade Alecu Ruset și cetește o scrisoare de la un prietin
- III – Aici se vede că trecerea Siretului se face într-un chip cu totul deosebit; se vede și cine-i Vâlcu Bârlădeanu; apoi încep să se ivească autohtonii
- IV – Urmează alte apariții din ce în ce mai minunate
- V – Domnul abate de Marenne face cunoștință cu dumnealui Lăzărel Griga, șătrar
- VI – Vorbește tot despre dumnealui răzășul Griga și despre un vin de la Matiaș precum și despre niște lăutari și niște sarmale – totul spre desfătarea domnului abate Paul de Marenne
- VII – Unii sfătuiesc, alții dorm
- VIII – Moldovenii cunosc leac pentru mahmuri, ori de ce nație ar fi
- IX – Drum spre Iași
- X – Scaunul țării Moldovei, măria sa Georgie Duca-Vodă și Curtea sa
- XI – Popas la Iași
- XII – Beizade Alecu Ruset dovedește deodată o putere tainică
- XIII – Se vede că și cei doi lioveni nu sunt niște nevrednici
- XIV – Veste de la domnița Catrina
- XV – Despre tulburări în țară și viclenia unor boieri divaniți
- XVI – Mare masă domnească
- XVII – Întâlnire de dragoste, cu care prilej dadaca Măgdălina își dovedește meșteșugurile
- XVIII – Hotărârile cinstitului divan al măriei sale
- XIX – Abatele Paul iese din târgul Iașilor, urmând calea spre Împărăție, pe alte drumuri fără păreche în lume
- XX – Îl întâmpină pe domnul abate o mică ploaie de început de toamnă
- XXI – Unde se vădește mai bine vrednicia fraților lioveni
- XXII – Alte puteri ale Măgdălinei dadaca
- XXIII – Se vede cum beizade Alecu poate aluneca spre o mare primejdie și ce părere are despre asta Vâlcu Bârlădeanu
- XXIV – Despre cele șase semne care s-au arătat într-o iarnă, în zilele Ducăi-Vodă
- XXV – Mila Ducăi-Vodă
- XXVI – Domnița Catrina începe să poruncească
- XXVII – Depărtata cale spre rai
- XXVIII – Arată că, în intimitate, și cei mai înfricoșați stăpânitori pot fi oameni; și că, uneori, o partidă de șah o poți câștiga pierzând-o
- XXIX – Nu numai abatele Paul filosofează, ci și Bârlădeanu
- XXX – Despre dobânzile întârziate ale lui beizade Alecu Ruset
- XXXI – Unde Vâlcu Bârlădeanu crede tot mai mult că-i mai cuminte decât stăpânul său. Dar cel mai cuminte dintre toți e altul.
- XXXII – Pregătiri de mare nuntă domnească
- XXXIII – Cel din urmă, în care domnița Catrina mai vede o dată pe beizade Alecu

## Personaje
- Paul de Marenne — abate de Juvigny și om învățat, călugăr catolic din Ordinul Sfântului Augustin care călătorește aparent ca misionar spre Răsărit, dar este în realitate sol tainic al regelui Ludovic al XIV-lea al Franței
- beizade Alecu Ruset — fiul fostului domn Antonie Ruset, tânăr cultivat ce a urmat studii în Polonia și a trăit și la Stambul
- Ilie Turculeț — căpitan de steag de strânsură, călăuza abatelui de Marenne în Moldova
- Gheorghe Duca — domn al Moldovei (1665–1666, 1668–1672, 1678–1683), fost domn al Țării Românești (1674–1678), apoi hatman al Ucrainei (1681–1684)
- Anastasia Doamna — fiica lui Eustatie Dabija, soția lui Gheorghe Duca
- domnița Catrina — fiica domnitorului Gheorghe Duca
- Dosoftei — mitropolitul Moldovei (1671–1674, 1675–1686)
- Miron Costin — logofăt al Moldovei, cronicar
- Vâlcu Bârlădeanu — un pădurar solid aflat în slujba beizadelei Alecu Ruset
- Lăzărel Griga — șătrar, răzeș din Costești
- popa Nicoară — preot din Costești, invitat la masa șătrarului Lăzărel Griga
- Măgdălina — dădaca domniței Catrina
- Sandu Buhuș — hatman, cumnat al lui Duca-Vodă
- Ion Milescu — vel-spătar, nepot al spătarului Nicolae Milescu
- Toader Fliondor — vel-armaș
- Guido Celesti — bătrânul pater-praefectus al misiunii franciscane din Moldova
- Tudor Șoimaru — fost căpitan de oșteni al lui Ștefan Tomșa al II-lea, personaj principal al romanului Neamul Șoimăreștilor
- Constantin Cantemir — serdar, viitor domn al Moldovei (1685–1693)
- Brahă — căpitan de oști, însoțitor domnesc al abatelui de Marenne până la Dunăre
- Alexa Balaban — negustor de la Liov, de origine grec din Rumelia
- Mehmed al IV-lea — sultanul Imperiului Otoman (1648–1687)
- Kara Mustafa Pașa — Mare Vizir al Imperiului Otoman (1676–1683)
- Constantin Duca — fiul lui Gheorghe Duca, domn al Moldovei (1693–1695, 1700–1703)
- beizade Ștefan — fiul lui Radu Leon (domn al Țării Românești în perioada 1664–1669), logodnicul domniței Catrina